# HC Vítkovice Ridera

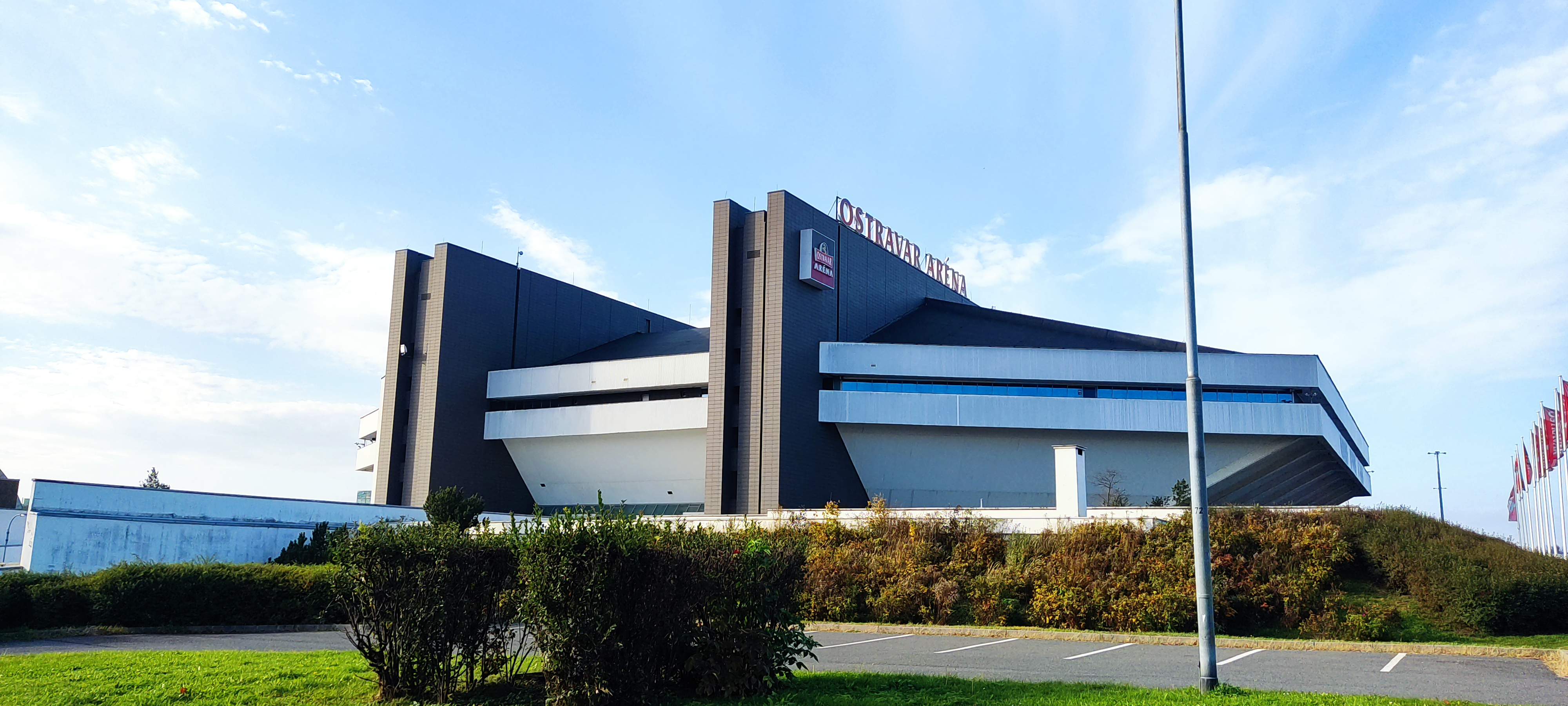
Ostravar Aréna

HC VÍTKOVICE RIDERA (celým názvem: Hockey Club VÍTKOVICE RIDERA) je český klub ledního hokeje, který sídlí v Ostravě v Moravskoslezském kraji. Založen byl ve dvacátých letech 20. století. V roce 1934 a 1935 vyhrál župní mistrovství a stal se mistrem Moravy a Slovenska. Roku 1949 klub postoupil do první ligy, ze které sestoupil v letech 1960, 1965, 1967 a 1985. Československou ligu vyhrál v letech 1952 a 1981. Největšími rivaly Vítkovic jsou HC Oceláři Třinec, HC Sparta Praha a HC Kometa Brno.
V sezoně 2022/2023 se klubu podařilo získat po základní části 102 bodů, což je nejvíce v klubové historii.
Své domácí zápasy odehrává v Ostravar Aréně s kapacitou 9 833 sedících diváků.

## Historické názvy HC VÍTKOVICE RIDERA
Zdroj: 
- 1928 – SK Moravská Ostrava (Sportovní klub Moravská Ostrava)
- 1929 – SSK Vítkovice (Sportovně společenský klub Vítkovice)
- 1937 – ČSK Vítkovice (Český sportovní klub Vítkovice)
- 1945 – SK Vítkovické železárny (Sportovní klub Vítkovické železárny)
- 1948 – Sokol VŽKG (Sokol Vítkovické železárny Klementa Gottwalda)
- 1952 – Baník VŽKG (Baník Vítkovické železárny Klementa Gottwalda)
- 1957 – TJ VŽKG Ostrava (Tělovýchovná jednota Vítkovické železárny Klementa Gottwalda Ostrava)
- 1976 – TJ Vítkovice (Tělovýchovná jednota Vítkovice)
- 1993 – HC Vítkovice (Hockey Club Vítkovice)
- 2005 – HC Vítkovice Steel (Hockey Club Vítkovice Steel)
- 2016 – HC VÍTKOVICE RIDERA (Hockey Club VÍTKOVICE RIDERA)

## Získané trofeje HC Vítkovice Ridera

### Vyhrané domácí soutěže
- Československá liga ledního hokeje ( 2× )
  - 1951/52, 1980/81

### Ostatní soutěže
- Tatranský pohár ( 5× )
  - 1969, 2002, 2006, 2007, 2009
- Slezský pohár ( 2× )
  - 1974, 1980

## Přehled ligové účasti

### Umístění v Československu (do roku 1993)
Stručný přehled
Zdroj: 
- 1936–1938: 1. liga (1. ligová úroveň v Československu)
- 1939–1943: Českomoravská liga (1. ligová úroveň v Protektorátu Čechy a Morava)
- 1943–1944: Divize – sk. Východ (2. ligová úroveň v Protektorátu Čechy a Morava)
- 1945–1946: Divize – sk. Východ (2. ligová úroveň v Československu)
- 1946–1949: Moravskoslezská divize – sk. A (2. ligová úroveň v Československu)
- 1949–1951: 1. liga (1. ligová úroveň v Československu)
- 1951–1953: 1. liga – sk. C (1. ligová úroveň v Československu)
- 1953–1954: 1. liga – sk. B (1. ligová úroveň v Československu)
- 1954–1956: 1. liga – sk. A (1. ligová úroveň v Československu)
- 1956–1960: 1. liga (1. ligová úroveň v Československu)
- 1960–1961: 2. liga – sk. C (2. ligová úroveň v Československu)
- 1961–1965: 1. liga (1. ligová úroveň v Československu)
- 1965–1966: 2. liga – sk. C (2. ligová úroveň v Československu)
- 1966–1967: 1. liga (1. ligová úroveň v Československu)
- 1967–1968: 2. liga – sk. C (2. ligová úroveň v Československu)
- 1968–1969: 2. liga – sk. B (2. ligová úroveň v Československu)
- 1969–1973: 1. ČNHL – sk. B (2. ligová úroveň v Československu)
- 1973–1985: 1. liga (1. ligová úroveň v Československu)
- 1985–1986: 1. ČNHL (2. ligová úroveň v Československu)
- 1986–1987: 1. liga (1. ligová úroveň v Československu)
- 1987–1988: 1. ČNHL (2. ligová úroveň v Československu)
- 1988–1993: 1. liga (1. ligová úroveň v Československu)

Jednotlivé ročníky
Zdroj: 
Legenda: červené podbarvení - sestup, zelené podbarvení - postup, fialové podbarvení - reorganizace, změna skupiny či soutěže
| Československo (1936 – 1938)             |                                |                           |                        |                       |
| Rok                                      | Soutěž                         | Kolik bylo v soutěži týmů | Umístění po zákl.části | Celkové umístění      |
| 1936/1937                                | 1. liga                        | 8                         | 5.                     | 5.                    |
| 1937/1938                                | 1. liga - skupina A            | 7 (14)                    | 5.                     | 5.                    |
| Protektorát Čechy a Morava (1939 – 1944) |                                |                           |                        |                       |
| Rok                                      | Soutěž                         | Kolik bylo v soutěži týmů | Umístění po zákl.části | Celkové umístění      |
| 1939/1940                                | Národní liga                   | 4                         | 4.                     | 4.                    |
| 1940/1941                                | Národní liga                   | 6                         | 5.                     | 5.                    |
| 1941/1942                                | Národní liga                   | 6                         | 4.                     | 4.                    |
| 1942/1943                                | Národní liga                   | 6                         | 6.                     | 6. – sestup           |
| 1943/1944                                | Divize – sk. Východ            | 5 (17)                    | 4.                     | 4.                    |
| Československo (1945 – 1993)             |                                |                           |                        |                       |
| Rok                                      | Soutěž                         | Kolik bylo v soutěži týmů | Umístění po zákl.části | Celkové umístění      |
| 1945/1946                                | Divize – sk. Východ            | 6 (24)                    | 5.                     | 5.                    |
| 1946/1947                                | Moravskoslezská divize – sk. A | 6 (48)                    | 4.                     | 4.                    |
| 1947/1948                                | Moravskoslezská divize – sk. A | 6 (61)                    | –.                     | –. (soutěž nedohrána) |
| 1948/1949                                | Moravskoslezská divize – sk. A | 6 (61)                    | 1.                     | 1. – postup           |
| 1949/1950                                | 1. liga                        | 8                         | 2.                     | 2.                    |
| 1950/1951                                | 1. liga                        | 8                         | 2.                     | 2.                    |
| 1951/1952                                | 1. liga - skupina C            | 18                        | 2.                     | 1.                    |
| 1952/1953                                | 1. liga - skupina C            | 21                        | 1.                     | 2.                    |
| 1953/1954                                | 1. liga - skupina B            | 18                        | 2.                     | 4.                    |
| 1954/1955                                | 1. liga - skupina A            | 16                        | 4.                     | 6.                    |
| 1955/1956                                | 1. liga - skupina A            | 15                        | 2.                     | 4.                    |
| 1956/1957                                | 1. liga                        | 14                        | 4.                     | 4.                    |
| 1957/1958                                | 1. liga                        | 12                        | 3.                     | 3.                    |
| 1958/1959                                | 1. liga                        | 12                        | 6.                     | 6.                    |
| 1959/1960                                | 1. liga                        | 12                        | 11.                    | 11. – sestup          |
| 1960/1961                                | 2. liga - skupina C            | 12 (24)                   | 1.                     | 1. – postup           |
| 1961/1962                                | 1. liga                        | 12                        | 7.                     | 8.                    |
| 1962/1963                                | 1. liga                        | 12                        | 5.                     | 5.                    |
| 1963/1964                                | 1. liga                        | 12                        | 8.                     | 7.                    |
| 1964/1965                                | 1. liga                        | 12                        | 10.                    | 11. – sestup          |
| 1965/1966                                | 2. liga - skupina C            | 8 (32)                    | 1.                     | 1. – postup           |
| 1966/1967                                | 1. liga                        | 10                        | 10.                    | 10. – sestup          |
| 1967/1968                                | 2. liga - skupina C            | 8 (32)                    | 1.                     | 2.                    |
| 1968/1969                                | 2. liga - skupina B            | 8 (24)                    | 1.                     | 2.                    |
| 1969/1970                                | 1. ČNHL - skupina B            | 14 (30)                   | 2.                     | 5.                    |
| 1970/1971                                | 1. ČNHL - skupina B            | 14 (30)                   | 2.                     | 5.                    |
| 1971/1972                                | 1. ČNHL - skupina B            | 14 (30)                   | 1.                     | 3.                    |
| 1972/1973                                | 1. ČNHL - skupina B            | 14 (30)                   | 1.                     | 1. – postup           |
| 1973/1974                                | 1. liga                        | 12                        | 9.                     | 9.                    |
| 1974/1975                                | 1. liga                        | 12                        | 11.                    | 11.                   |
| 1975/1976                                | 1. liga                        | 12                        | 9.                     | 7.                    |
| 1976/1977                                | 1. liga                        | 12                        | 7.                     | 7.                    |
| 1977/1978                                | 1. liga                        | 12                        | 4.                     | 4.                    |
| 1978/1979                                | 1. liga                        | 12                        | 3.                     | 3.                    |
| 1979/1980                                | 1. liga                        | 12                        | 4.                     | 4.                    |
| 1980/1981                                | 1. liga                        | 12                        | 1.                     | 1.                    |
| 1981/1982                                | 1. liga                        | 12                        | 4.                     | 4.                    |
| 1982/1983                                | 1. liga                        | 12                        | 2.                     | 2.                    |
| 1983/1984                                | 1. liga                        | 12                        | 10.                    | 10.                   |
| 1984/1985                                | 1. liga                        | 12                        | 12.                    | 12. – sestup          |
| 1985/1986                                | 1. ČNHL                        | 12                        | 1.                     | 1. – postup           |
| 1986/1987                                | 1. liga                        | 12                        | 12.                    | 12. – sestup          |
| 1987/1988                                | 1. ČNHL                        | 12                        | 1.                     | 1. – postup           |
| 1988/1989                                | 1. liga                        | 12                        | 9.                     | 9.                    |
| 1989/1990                                | 1. liga                        | 12                        | 5.                     | 7.                    |
| 1990/1991                                | 1. liga                        | 14                        | 10.                    | 10.                   |
| 1991/1992                                | 1. liga - skupina A            | 14                        | 2.                     | 4.                    |
| 1992/1993                                | 1. liga                        | 14                        | 4.                     | 2.                    |

### Umístění v České republice (od roku 1993)
Stručný přehled
Zdroj: 
- 1993– : Extraliga (1. ligová úroveň v České republice)

Jednotlivé ročníky
Zdroj: 
Legenda: červené podbarvení - sestup, zelené podbarvení - postup, fialové podbarvení - reorganizace, změna skupiny či soutěže
| Česko (1993 – ) |           |        |    |     |                                                                   |          |            |
| Ročník          | Soutěž    | Úroveň | PK | ZČ  | Play-off                                                          | Cel. um. | Pozn.      |
| 1993/1994       | Extraliga | 1.     | 12 | 3.  | Čtvrtfinále (prohra 2:3 na zápasy s HC Pardubice)                 | 6.       |            |
| 1994/1995       | Extraliga | 1.     | 12 | 10. | Ne                                                                | 11.      | sk. o udr. |
| 1995/1996       | Extraliga | 1.     | 14 | 9.  | Předkolo (prohra 1:3 na zápasy s HC Poldi Kladno)                 | 9.       |            |
| 1996/1997       | Extraliga | 1.     | 14 | 3.  | Finále (prohra 0:3 na zápasy s HC Petra Vsetín)                   | 2.       |            |
| 1997/1998       | Extraliga | 1.     | 14 | 2.  | Semifinále (prohra 2:3 na zápasy s HC Železárny Třinec)           | 3.       |            |
| 1998/1999       | Extraliga | 1.     | 14 | 8.  | Čtvrtfinále (prohra 1:3 na zápasy s HC Slovnaft Vsetín)           | 8.       |            |
| 1999/2000       | Extraliga | 1.     | 14 | 14. | Ne                                                                | 14.      | Baráž      |
| 2000/2001       | Extraliga | 1.     | 14 | 6.  | Semifinále (prohra 0:3 na zápasy s HC Sparta Praha)               | 3.       |            |
| 2001/2002       | Extraliga | 1.     | 14 | 5.  | Finále (prohra 1:3 na zápasy s HC Sparta Praha)                   | 2.       |            |
| 2002/2003       | Extraliga | 1.     | 14 | 5.  | Čtvrtfinále (prohra 2:4 na zápasy s HC Oceláři Třinec)            | 5.       |            |
| 2003/2004       | Extraliga | 1.     | 14 | 6.  | Čtvrtfinále (prohra 2:4 na zápasy s HC Sparta Praha)              | 7.       |            |
| 2004/2005       | Extraliga | 1.     | 14 | 7.  | Semifinále (prohra 3:4 na zápasy s HC Hamé Zlín)                  | 4.       |            |
| 2005/2006       | Extraliga | 1.     | 14 | 4.  | Čtvrtfinále (prohra 2:4 na zápasy s HC Znojemští Orli)            | 7.       |            |
| 2006/2007       | Extraliga | 1.     | 14 | 11. | Ne                                                                | 11.      |            |
| 2007/2008       | Extraliga | 1.     | 14 | 11. | Ne                                                                | 11.      | sk. o udr. |
| 2008/2009       | Extraliga | 1.     | 14 | 8.  | Čtvrtfinále (prohra 3:4 na zápasy s HC Slavia Praha)              | 8.       |            |
| 2009/2010       | Extraliga | 1.     | 14 | 4.  | Finále (prohra 0:4 na zápasy s HC Eaton Pardubice)                | 2.       |            |
| 2010/2011       | Extraliga | 1.     | 14 | 3.  | Finále (prohra 1:4 na zápasy s HC Oceláři Třinec)                 | 2.       |            |
| 2011/2012       | Extraliga | 1.     | 14 | 6.  | Čtvrtfinále (prohra 3:4 na zápasy s HC ČSOB Pojišťovna Pardubice) | 7.       |            |
| 2012/2013       | Extraliga | 1.     | 14 | 9.  | Čtvrtfinále (prohra 2:4 na zápasy s PSG Zlín)                     | 8.       |            |
| 2013/2014       | Extraliga | 1.     | 14 | 8.  | Čtvrtfinále (prohra 1:4 na zápasy s HC Sparta Praha)              | 8.       |            |
| 2014/2015       | Extraliga | 1.     | 14 | 8.  | Předkolo (prohra 1:3 na zápasy s HC ČSOB Pojišťovna Pardubice)    | 10.      |            |
| 2015/2016       | Extraliga | 1.     | 14 | 11. | Ne                                                                | 11.      | sk. o udr. |
| 2016/2017       | Extraliga | 1.     | 14 | 8.  | Předkolo (prohra 2:3 na zápasy s HC Škoda Plzeň)                  | 9.       |            |
| 2017/2018       | Extraliga | 1.     | 14 | 4.  | Čtvrtfinále (prohra 0:4 na zápasy s HC Kometa Brno)               | 5.       |            |
| 2018/2019       | Extraliga | 1.     | 14 | 7.  | Čtvrtfinále (prohra 0:4 na zápasy s HC Oceláři Třinec)            | 7.       |            |
| 2019/2020       | Extraliga | 1.     | 14 | 13. | Ne                                                                | 13.      |            |
| 2020/2021       | Extraliga | 1.     | 14 | 8.  | Předkolo (prohra 2:3 na zápasy s HC Kometa Brno)                  | 10.      |            |
| 2021/2022       | Extraliga | 1.     | 15 | 8.  | Čtvrtfinále (prohra 0:4 na zápasy s HC Oceláři Třinec)            | 8.       |            |
| 2022/2023       | Extraliga | 1.     | 14 | 2.  | Semifinále (prohra 3:4 na zápasy s Mountfield HK)                 | 4.       |            |
| 2023/2024       | Extraliga | 1.     | 14 | 9.  | Předkolo (prohra 0:3 na zápasy s Mountfield HK)                   | 9.       |            |
| 2024/2025       | Extraliga | 1.     | 14 | 12. | Předkolo (prohra 2:3 na zápasy s HC Energie Karlovy Vary)         | 12.      |            |
| 2025/2026       | Extraliga | 1.     | 14 |     |                                                                   |          |            |

### Přehled kapitánů a trenérů v jednotlivých sezónách
| Sezóna    | Soutěž                         | Statistiky ZČ | Kapitán                                  | Trenéři |
| --------- | ------------------------------ | ------------- | ---------------------------------------- | --- |
| 1936/1937 | 1.liga                         |               |                                          | Vilem Rokyta |
| 1945/1946 | Divize – sk. Východ            |               |                                          | Vilem Rokyta |
| 1946/1947 | Moravskoslezská divize – sk. A |               |                                          | Vilem Rokyta |
| 1947/1948 | Moravskoslezská divize – sk. A |               |                                          | Vilem Rokyta |
| 1948/1949 | Moravskoslezská divize – sk. A |               |                                          | Vilem Rokyta |
| 1949/1950 | 1.liga                         |               |                                          | Vladimír Bouzek |
| 1950/1951 | 1.liga                         |               |                                          | Vladimír Bouzek |
| 1951/1952 | 1.liga                         |               |                                          | Vladimír Bouzek |
| 1952/1953 | 1.liga                         |               |                                          | Vladimír Bouzek |
| 1953/1954 | 1.liga                         |               |                                          | Václav Bubník |
| 1954/1955 | 1.liga                         |               |                                          | Václav Bubník |
| 1955/1956 | 1.liga                         |               |                                          | Václav Bubník |
| 1956/1957 | 1.liga                         |               |                                          | Vladimír Komínek |
| 1957/1958 | 1.liga                         |               |                                          | Vladimír Komínek |
| 1958/1959 | 1.liga                         |               |                                          | Ladislav Staněk |
| 1959/1960 | 1.liga                         |               |                                          | Ladislav Staněk |
| 1960/1961 | 2.liga                         |               |                                          | Václav Bubník |
| 1961/1962 | 1.liga                         |               |                                          | Václav Bubník |
| 1962/1963 | 1.liga                         |               |                                          | Václav Bubník |
| 1963/1964 | 1.liga                         |               |                                          | Vlastimil Sýkora |
| 1964/1965 | 1.liga                         |               |                                          | Vlastimil Sýkora |
| 1965/1966 | 2.liga                         |               |                                          | Miloslav Blažek |
| 1966/1967 | 1.liga                         |               |                                          | Miloslav Blažek a Ladislav Staněk |
| 1967/1968 | 2.liga                         |               |                                          | Ladislav Staněk |
| 1968/1969 | 2.liga                         |               |                                          | Ladislav Staněk |
| 1969/1970 | 1. ČNHL - skupina B            |               |                                          | Ladislav Štemprok a Oldřich Seiml |
| 1970/1971 | 1. ČNHL - skupina B            |               |                                          | Ladislav Štemprok |
| 1971/1972 | 1. ČNHL - skupina B            |               |                                          | Ladislav Štemprok |
| 1972/1973 | 1. ČNHL - skupina B            |               |                                          | Miroslav Vlach |
| 1973/1974 | 1.liga                         |               |                                          | Miroslav Vlach |
| 1974/1975 | 1.liga                         |               |                                          | Jan Kasper |
| 1975/1976 | 1.liga                         |               |                                          | Ladislav Štemprok a Jan Soukup |
| 1976/1977 | 1.liga                         |               |                                          | Ladislav Štemprok a Jan Soukup |
| 1977/1978 | 1.liga                         |               |                                          | Ladislav Štemprok a Jan Soukup |
| 1978/1979 | 1.liga                         |               |                                          | Jaromir Fryčer a Jan Soukup |
| 1979/1980 | 1.liga                         |               |                                          | Jaromir Fryčer a Jan Soukup |
| 1980/1981 | 1.liga                         |               | Jaroslav Lyčka                           | Jan Soukup a Karel Metelka |
| 1981/1982 | 1.liga                         |               | Jaroslav Lyčka                           | Jan Soukup a Karel Metelka |
| 1982/1983 | 1.liga                         |               | Jaroslav Lyčka                           | Jan Soukup a Karel Metelka |
| 1983/1984 | 1.liga                         |               | Jaroslav Vlk                             | Jan Soukup a Karel Metelka |
| 1984/1985 | 1.liga                         |               | Jaroslav Vlk                             | Karel Pražák a Zdeněk Pavlis |
| 1985/1986 | 1.ČNHL                         |               | Jaroslav Vlk                             | Vladimír Vůjtek starší a Zdeněk Pavlis |
| 1986/1987 | 1.liga                         |               | Jaroslav Vlk                             | Vladimír Vůjtek starší a Zdeněk Pavlis, později Jaroslav Jiřík a Zbyněk Neuvirth                                                               |
| 1987/1988 | 1.ČNHL                         |               |                                          | Ján Selvek a Karel Metelka |
| 1988/1989 | 1.liga                         |               | Aleš Tomášek                             | Jan Soukup a Karel Metelka |
| 1989/1990 | 1.liga                         |               |                                          | Vladimír Vůjtek starší a Jan Soukup |
| 1990/1991 | 1.liga                         |               |                                          | Vladimír Vůjtek starší a Jan Soukup |
| 1991/1992 | 1.liga                         |               |                                          | Vladimír Vůjtek starší a Zbyněk Neuvirth |
| 1992/1993 | 1.liga                         |               | Roman Ryšánek                            | Vladimír Vůjtek starší a Zbyněk Neuvirth |
| 1993/1994 | Extraliga                      | Statistiky    | Roman Ryšánek                            | Alois Hadamczik a Vladimír Vůjtek starší |
| 1994/1995 | Extraliga                      | Statistiky    | Roman Ryšánek                            | Alois Hadamczik a Bochenský; později Vladimír Stránský a Miroslav Fryčer; později Vladimír Stránský a František Černík                         |
| 1995/1996 | Extraliga                      | Statistiky    | Roman Ryšánek                            | Vladimír Stránský a Ladislav Svozil; později Ladislav Svozil a František Černík                                                                |
| 1996/1997 | Extraliga                      | Statistiky    | Aleš Tomášek                             | Vladimír Vůjtek starší, Ladislav Svozil |
| 1997/1998 | Extraliga                      | Statistiky    | Roman Šimíček                            | Vladimír Vůjtek starší, Ladislav Svozil |
| 1998/1999 | Extraliga                      | Statistiky    | Aleš Tomášek                             | Vladimír Vůjtek starší, Ladislav Svozil |
| 1999/2000 | Extraliga                      | Statistiky    | David Moravec                            | Vladimír Vůjtek starší a Zbyněk Neuvirth; později Ján Šterbák a Mojmír Trličík; později Vladimír Vůjtek starší, Richard Farda a Mojmír Trličík |
| 2000/2001 | Extraliga                      | Statistiky    | Josef Štraub; později David Moravec      | Alois Hadamczik, Kamil Konečný a Mojmír Trličík                                                                                                |
| 2001/2002 | Extraliga                      | Statistiky    | David Moravec                            | Alois Hadamczik, Kamil Konečný a Mojmír Trličík                                                                                                |
| 2002/2003 | Extraliga                      | Statistiky    | David Moravec                            | Ladislav Svozil a Aleš Tomášek |
| 2003/2004 | Extraliga                      | Statistiky    | Roman Kaděra; později Jiří Burger        | Ladislav Svozil a Aleš Tomášek |
| 2004/2005 | Extraliga                      | Statistiky    | Jiří Burger; později Pavel Kubina        | Ladislav Svozil a Aleš Tomášek; později Vladimír Vůjtek starší, Miloš Holaň                                                                    |
| 2005/2006 | Extraliga                      | Statistiky    | Roman Šimíček                            | Vladimír Vůjtek starší a Miloš Holaň |
| 2006/2007 | Extraliga                      | Statistiky    | Roman Šimíček                            | Miloš Holaň, Mojmír Trličík; později Miroslav Fryčer a Petr Bolek                                                                              |
| 2007/2008 | Extraliga                      | Statistiky    | Roman Šimíček                            | Miroslav Fryčer, Jan Daneček a Petr Bolek; později Mojmír Trličík a Zdeněk Moták; později Ernest Bokroš a Petr Bolek                           |
| 2008/2009 | Extraliga                      | Statistiky    | Róbert Petrovický; později Roman Šimíček | Alois Hadamczik, Kamil Konečný a Zdeněk Moták                                                                                                  |
| 2009/2010 | Extraliga                      | Statistiky    | Jiří Burger                              | Alois Hadamczik a Kamil Konečný |
| 2010/2011 | Extraliga                      | Statistiky    | Jiří Burger                              | Mojmír Trličík a Zdeněk Moták |
| 2011/2012 | Extraliga                      | Statistiky    | Jiří Burger                              | Mojmír Trličík a Zdeněk Moták |
| 2012/2013 | Extraliga                      | Statistiky    | Jiří Burger                              | Mojmír Trličík a Zdeněk Moták; později Peter Oremus a Ladislav Svozil                                                                          |
| 2013/2014 | Extraliga                      | Statistiky    | Jiří Burger                              | Peter Oremus a Roman Šimíček |
| 2014/2015 | Extraliga                      | Statistiky    | Jiří Burger                              | Peter Oremus a Roman Šimíček; později Ladislav Svozil a Jakub Petr                                                                             |
| 2015/2016 | Extraliga                      | Statistiky    | Jiří Burger                              | Ladislav Svozil a Jakub Petr |
| 2016/2017 | Extraliga                      | Statistiky    | Rostislav Olesz                          | Jakub Petr a Pavel Trnka |
| 2017/2018 | Extraliga                      | Statistiky    | Rostislav Olesz                          | Jakub Petr a Pavel Trnka |
| 2018/2019 | Extraliga                      | Statistiky    | Rostislav Olesz                          | Jakub Petr a Pavel Trnka |
| 2019/2020 | Extraliga                      | Statistiky    | Jan Výtisk                               | Jakub Petr a Pavel Trnka; později Mojmír Trličík, Rostislav Klesla a Ladislav Svozil                                                           |
| 2020/2021 | Extraliga                      | Statistiky    | Roman Polák                              | Mojmír Trličík, Ladislav Svozil; později Miloš Holaň, Roman Šimíček a Radek Philipp                                                            |
| 2021/2022 | Extraliga                      | Statistiky    | Roman Polák                              | Miloš Holaň, Roman Šimíček a Radek Philipp |
| 2022/2023 | Extraliga                      | Statistiky    | Lukáš Krenželok                          | Miloš Holaň, Radek Philipp a Martin Falter |
| 2023/2024 | Extraliga                      | Statistiky    | Dominik Lakatoš                          | Miloš Holaň, Radek Philipp a Martin Falter; později Pavel Trnka, Roman Šimíček, Jiří Veber a Martin Falter                                     |
| 2024/2025 | Extraliga                      | Statistiky    | Juraj Mikuš                              | David Bruk, Vlastimil Wojnar a Pavel Trnka; později Vlastimil Wojnar a Radek Philipp; Později Václav Varaďa a Aleš Krátoška                    |
| 2025/2026 | Extraliga                      | Statistiky    |                                          | Václav Varaďa a Aleš Krátoška |

### Celkový přehled výsledků v nejvyšší soutěži
- Stav po sezoně 2013/14.

| Soutěž                       | Sezon | Fáze sezony                | Zápasy | Výhry | Vp | Remízy | Pp | Prohry | VB   | OB   | Bilance |
| ---------------------------- | ----- | -------------------------- | ------ | ----- | -- | ------ | -- | ------ | ---- | ---- | ------- |
| Československá hokejová liga | 36    | Základní část              | 1112   | 490   | 14 | 129    | 6  | 473    | 4263 | 4130 | +133    |
| Československá hokejová liga | 36    | Baráž/o umístění/o udržení | 34     | 16    | 0  | 3      | 2  | 13     | 164  | 131  | +33     |
| Československá hokejová liga | 36    | Play-off/finálová sk.      | 55     | 21    | 3  | 1      | 2  | 28     | 232  | 218  | +14     |
| Československá hokejová liga | 36    | Celkem                     | 1201   | 527   | 17 | 133    | 10 | 514    | 4659 | 4479 | +180    |
| Českomoravská liga           | 4     | Základní část              | 18     | 3     | 0  | 1      | 0  | 14     | 14   | 58   | -44     |
| Extraliga ledního hokeje     | 21    | Základní část              | 1064   | 438   | 65 | 111    | 61 | 389    | 3081 | 2893 | +188    |
| Extraliga ledního hokeje     | 21    | Baráž/o udržení            | 22     | 13    | 1  | 1      | 0  | 7      | 76   | 68   | +8      |
| Extraliga ledního hokeje     | 21    | Play-off                   | 155    | 62    | 14 | 0      | 10 | 69     | 414  | 414  | 0       |
| Extraliga ledního hokeje     | 21    | Celkem                     | 1241   | 513   | 80 | 112    | 71 | 465    | 3571 | 3375 | +196    |
| Celkem                       | 61    | Základní část              | 2194   | 931   | 79 | 241    | 67 | 876    | 7358 | 7081 | +277    |
| Celkem                       | 61    | Baráž/o umístění/o udržení | 56     | 29    | 1  | 4      | 2  | 20     | 240  | 199  | +41     |
| Celkem                       | 61    | Play-off/finálová sk.      | 210    | 83    | 17 | 1      | 12 | 97     | 646  | 632  | +14     |
| Celkem                       | 61    | Celkem                     | 2460   | 1043  | 97 | 246    | 81 | 993    | 8244 | 7912 | +332    |

### Bilance s jednotlivými soupeři v nejvyšší soutěži
- Stav po sezoně 2013/14.

| Soupeř            | Zápasy | Výhry | Vp | Remízy | Pp | Prohry | VB  | OB  | Bilance | První zápas | Poslední zápas |
| ----------------- | ------ | ----- | -- | ------ | -- | ------ | --- | --- | ------- | ----------- | -------------- |
| Sparta Praha      | 225    | 76    | 8  | 17     | 7  | 117    | 627 | 740 | -113    | 1937-01-03  | 2014-03-26     |
| Pardubice         | 208    | 80    | 10 | 12     | 8  | 98     | 646 | 713 | -67     | 1950-12-18  | 2014-02-02     |
| Litvínov          | 185    | 81    | 12 | 20     | 4  | 68     | 669 | 628 | +41     | 1959-11-04  | 2014-03-04     |
| Plzeň             | 181    | 82    | 4  | 15     | 7  | 73     | 616 | 555 | +61     | 1953-11-14  | 2014-01-19     |
| Zlín              | 178    | 77    | 8  | 13     | 9  | 71     | 615 | 551 | +64     | 1963-11-06  | 2014-02-06     |
| České Budějovice  | 178    | 75    | 8  | 23     | 3  | 69     | 570 | 544 | +26     | 1937-01-26  | 2013-03-07     |
| Kladno            | 170    | 78    | 5  | 23     | 7  | 57     | 595 | 545 | +50     | 1956-12-05  | 2014-01-21     |
| Jihlava           | 125    | 42    | 5  | 16     | 0  | 62     | 383 | 477 | -94     | 1957-11-09  | 2005-02-04     |
| Kometa Brno       | 103    | 36    | 2  | 16     | 4  | 45     | 321 | 388 | -67     | 1953-12-10  | 2014-02-08     |
| Slovan Bratislava | 98     | 45    | 1  | 11     | 0  | 41     | 405 | 375 | +30     | 1949-11-18  | 1993-02-20     |
| Slavia Praha      | 93     | 32    | 4  | 11     | 4  | 42     | 250 | 283 | -33     | 1937-01-31  | 2014-02-20     |
| Třinec            | 90     | 31    | 9  | 6      | 7  | 37     | 233 | 255 | -22     | 1995-10-13  | 2014-03-07     |
| Košice            | 81     | 30    | 1  | 9      | 0  | 41     | 312 | 330 | -18     | 1964-10-14  | 1992-10-25     |
| Karlovy Vary      | 70     | 33    | 6  | 3      | 6  | 22     | 211 | 180 | +31     | 1953-12-19  | 2014-01-24     |
| Vsetín            | 59     | 23    | 0  | 11     | 2  | 23     | 163 | 171 | -8      | 1994-09-30  | 2007-02-16     |
| Liberec           | 54     | 25    | 4  | 3      | 2  | 20     | 157 | 141 | +16     | 2002-09-27  | 2014-03-13     |
| Trenčín           | 52     | 22    | 2  | 6      | 1  | 21     | 216 | 213 | +3      | 1977-10-11  | 1992-12-13     |
| Znojmo            | 46     | 18    | 3  | 4      | 7  | 14     | 118 | 109 | +9      | 1999-09-14  | 2009-02-11     |
| Chomutov          | 38     | 20    | 0  | 5      | 1  | 12     | 176 | 120 | +56     | 1952-01-19  | 2014-02-04     |
| Olomouc           | 31     | 10    | 2  | 8      | 0  | 11     | 95  | 92  | +3      | 1952-12-23  | 1997-02-25     |
| Opava             | 22     | 19    | 0  | 3      | 0  | 0      | 115 | 36  | +79     | 1937-01-19  | 1999-03-12     |
| Brno Královo Pole | 17     | 15    | 0  | 1      | 0  | 1      | 93  | 41  | +52     | 1949-12-02  | 1976-03-23     |
| Mladá Boleslav    | 17     | 11    | 0  | 0      | 0  | 6      | 54  | 40  | +14     | 1937-01-24  | 2012-02-17     |
| Havířov           | 16     | 10    | 0  | 1      | 0  | 5      | 54  | 29  | +25     | 1999-09-10  | 2003-03-02     |
| Zbrojovka Brno    | 15     | 12    | 0  | 2      | 0  | 1      | 61  | 31  | +30     | 1949-12-30  | 1962-12-05     |
| LTC Praha         | 15     | 5     | 0  | 0      | 0  | 10     | 37  | 68  | -31     | 1937-02-03  | 1957-03-20     |
| Poprad            | 13     | 8     | 0  | 1      | 0  | 4      | 82  | 43  | +39     | 1937-01-21  | 1992-12-01     |
| I. ČLTK Praha     | 12     | 7     | 0  | 1      | 0  | 4      | 38  | 31  | +7      | 1938-02-19  | 1965-02-07     |
| Hradec Králové    | 8      | 3     | 1  | 0      | 1  | 3      | 22  | 22  | 0       | 1993-10-05  | 2014-02-25     |
| ATK Praha         | 8      | 3     | 0  | 0      | 0  | 5      | 30  | 28  | +2      | 1949-12-14  | 1954-02-08     |
| Litoměřice        | 8      | 3     | 0  | 2      | 0  | 3      | 36  | 37  | -1      | 1961-10-07  | 1964-03-01     |
| Ústí nad Labem    | 8      | 5     | 2  | 0      | 0  | 1      | 26  | 19  | +7      | 2007-09-21  | 2008-03-30     |
| Baník Ostrava     | 7      | 6     | 0  | 1      | 0  | 0      | 59  | 20  | +39     | 1952-11-26  | 1958-02-14     |
| Jindřichův Hradec | 4      | 3     | 0  | 0      | 1  | 0      | 20  | 10  | +10     | 1993-10-08  | 1994-03-08     |
| Nitra             | 4      | 3     | 0  | 0      | 0  | 1      | 10  | 6   | +4      | 1990-09-20  | 1991-02-14     |
| Tankista Praha    | 4      | 2     | 0  | 1      | 0  | 1      | 10  | 7   | +3      | 1954-12-02  | 1956-02-21     |
| Žilina            | 4      | 4     | 0  | 0      | 0  | 0      | 62  | 3   | +59     | 1951-11-04  | 1953-01-02     |
| Třebíč            | 3      | 1     | 0  | 0      | 0  | 2      | 3   | 9   | -6      | 1940-01-31  | 1942-01-04     |
| Milevsko          | 2      | 2     | 0  | 0      | 0  | 0      | 18  | 3   | +15     | 1973-03-11  | 1973-03-28     |
| Prostějov         | 2      | 1     | 0  | 0      | 0  | 1      | 9   | 8   | +1      | 1950-11-24  | 1951-02-20     |
| Zvolen            | 2      | 2     | 0  | 0      | 0  | 0      | 21  | 5   | +16     | 1973-03-18  | 1973-04-04     |
| Písek             | 1      | 1     | 0  | 0      | 0  | 0      | 1   | 0   | +1      | 1938-01-09  | 1938-01-09     |
| Podolí (Praha)    | 1      | 0     | 0  | 1      | 0  | 0      | 0   | 0   | +0      | 1943-01-31  | 1943-01-31     |
| Velké Popovice    | 1      | 1     | 0  | 0      | 0  | 0      | 4   | 2   | +2      | 1940-12-22  | 1940-12-22     |
| HOVS Praha        | 1      | 0     | 0  | 0      | 0  | 1      | 1   | 4   | -3      | 1938-01-02  | 1938-01-02     |

       klub se účastní sezony 2014/15.

### Statistické zajímavosti
| Zajímavost                 | Počet  | Kolo | Den        | Domácí               | Hosté                | Skóre | Třetiny                             |
| -------------------------- | ------ | ---- | ---------- | -------------------- | -------------------- | ----- | ----------------------------------- |
| Nejvíce branek v utkání    | 27     | 6.   | 9.12.1951  | Slovena Žilina       | Vítkovické železárny | 1:26  | (0:5,1:8,0:13)                      |
| Nejvíce vstřelených branek | 26     | 6.   | 9.12.1951  | Slovena Žilina       | Vítkovické železárny | 1:26  | (0:5,1:8,0:13)                      |
| Nejvyšší vítězství         | +25    | 6.   | 9.12.1951  | Slovena Žilina       | Vítkovické železárny | 1:26  | (0:5,1:8,0:13)                      |
| Nejvíce obdržených branek  | 12     | 35.  | 28.1.1983  | Gottwaldov           | Vítkovice            | 12:4  | (6:1,4:3,2:0)                       |
| Nejvíce obdržených branek  | 12     | UM2  | 4.4.1992   | Chemopetrol Litvínov | Vítkovice            | 12:5  | (4:3,3:0,5:2)                       |
| Nejvyšší porážka           | -11    | 3.   | 29.11.1955 | Rudá hvězda Brno     | Baník Vítkovice VŽKG | 11:0  | (6:0,3:0,2:0)                       |
| Nejvyšší remíza            | 8      | 36.  | 25.2.1992  | HK Dukla Trenčín     | Vítkovice            | 8:8p  | (3:2,1:3,4:3,0:0)                   |
| Nejdelší utkání            | 138:51 | SF6  | 13.4.2023  | Mountfield HK        | HC Vítkovice Ridera  | 1:2p  | (0:1, 0:0, 1:0, 0:0, 0:0, 0:0, 0:1) |

## Nejlepší hráči podle sezon
| 1993/1994 |
| 1994/1995 |
| 1995/1996 |
| 1996/1997 |
| 1997/1998 |
| 1998/1999 |
| 1999/2000 |
| 2000/2001 |
| 2001/2002 |
| 2002/2003 |
| 2003/2004 |
| 2004/2005 |
| 2005/2006 |
| 2006/2007 |
| 2007/2008 |
| 2008/2009 |
| 2009/2010 |
| 2010/2011 |
| 2011/2012 |
| 2012/2013 |
| 2013/2014 |
| 2014/2015 |
| 2015/2016 |
| 2016/2017 |
| 2017/2018 |
| 2018/2019 |
| 2019/2020 |
| 2020/2021 |
| 2021/2022 |
| 2022/2023 |
| 2023/2024 |
| 2024/2025 |

| Petr Folta       | 20 |
| Roman Kaděra     | 18 |
| Martin Smeták    | 15 |
| Roman Šimíček    | 18 |
| David Moravec    | 38 |
| David Moravec    | 20 |
| Luděk Krayzel    | 17 |
| Roman Kaděra     | 18 |
| Jiří Burger      | 27 |
| Roman Kaděra     | 24 |
| Jiří Burger      | 23 |
| Zbyněk Irgl      | 21 |
| Petr Hubáček     | 17 |
| Zbyněk Irgl      | 25 |
| Viktor Ujčík     | 19 |
| Jiří Burger      | 22 |
| Jiří Burger      | 20 |
| Jan Káňa         | 20 |
| Jiří Burger      | 23 |
| Rudolf Huna      | 23 |
| Rudolf Huna      | 23 |
| Vladimír Svačina | 17 |
| Rostislav Olesz  | 17 |
| David Květoň     | 14 |
| Jakub Lev        | 19 |
| Radoslav Tybor   | 18 |
| Roberts Bukarts  | 16 |
| Dominik Lakatoš  | 23 |
| Lukáš Krenželok  | 16 |
| Roberts Bukarts  | 21 |
| Roberts Bukarts  | 14 |
| Anthony Nellis   | 23 |

| Michal Piskoř       | 22 |
| Lumír Kotala        | 21 |
| Waldemar Klisiak    | 14 |
| Alexandr Prokopjev  | 26 |
| Alexandr Prokopjev  | 35 |
| Vladimír Vůjtek     | 30 |
| Roman Kaděra        | 26 |
| Josef Štraub        | 22 |
| Jiří Burger         | 31 |
| David Moravec       | 35 |
| Jiří Burger         | 26 |
| Jiří Burger         | 22 |
| Marek Uram          | 25 |
| Petr Hubáček        | 19 |
| Viktor Ujčík        | 16 |
| Róbert Petrovický   | 15 |
| Jiří Burger         | 27 |
| Jiří Burger         | 34 |
| Jiří Burger         | 33 |
| Ondřej Roman        | 26 |
| Ondřej Roman        | 35 |
| Ondřej Roman        | 28 |
| Peter Čerešňák      | 20 |
| Ondřej Roman        | 17 |
| Ondřej Roman        | 23 |
| Ondřej Roman        | 26 |
| Roberts Bukarts     | 26 |
| Dominik Lakatoš     | 19 |
| Rostislav Marosz    | 24 |
| Dominik Lakatoš     | 29 |
| Stuart Thomas Percy | 18 |
| Marek Kalus         | 23 |

| Petr Folta                        | 40 |
| Lumír Kotala                      | 36 |
| Roman Ryšánek                     | 25 |
| Alexandr Prokopjev                | 40 |
| David Moravec                     | 62 |
| Vladimír Vůjtek                   | 49 |
| Roman Kaděra                      | 34 |
| David Moravec                     | 35 |
| Jiří Burger                       | 58 |
| Jiří Burger                       | 54 |
| Jiří Burger                       | 49 |
| Zbyněk Irgl                       | 31 |
| Petr Hubáček                      | 40 |
| Petr Hubáček                      | 36 |
| Viktor Ujčík                      | 35 |
| Jiří Burger                       | 37 |
| Jiří Burger                       | 47 |
| Jiří Burger                       | 49 |
| Jiří Burger                       | 56 |
| Vladimír Svačina                  | 43 |
| Ondřej Roman                      | 48 |
| Vladimír Svačina                  | 42 |
| Rostislav Olesz                   | 29 |
| Ondřej Roman                      | 30 |
| Jakub Lev                         | 35 |
| Ondřej Roman                      | 40 |
| Roberts Bukarts                   | 42 |
| Dominik Lakatoš                   | 42 |
| Rostislav Marosz                  | 35 |
| Roberts Bukarts a Dominik Lakatoš | 47 |
| Dominik Lakatoš                   | 29 |
| Anthony Nellis                    | 43 |

| Roman Šimíček     | 66  |
| Roman Šimíček     | 104 |
| Martin Smeták     | 75  |
| Libor Polášek     | 56  |
| Alexandr Čerbajev | 79  |
| Alexandr Čerbajev | 98  |
| Petr Hubáček      | 85  |
| Daniel Zápotočný  | 100 |
| Daniel Zápotočný  | 101 |
| Jan Výtisk        | 106 |
| Daniel Zápotočný  | 81  |
| Roman Šimíček     | 101 |
| Juraj Štefanka    | 104 |
| Michal Gulaši     | 84  |
| Petr Hubáček      | 89  |
| Angel Krstev      | 160 |
| Juraj Štefanka    | 80  |
| Marek Malík       | 134 |
| Marek Malík       | 155 |
| Marek Malík       | 91  |
| Richard Stehlík   | 65  |
| Ondřej Roman      | 48  |
| David Štich       | 80  |
| Lukáš Klok        | 81  |
| Lukáš Klok        | 101 |
| Jan Výtisk        | 65  |
| Dominik Lakatoš   | 50  |
| Patrik Koch       | 98  |
| Patrik Koch       | 92  |
| Patrik Koch       | 69  |
| Dominik Lakatoš   | 38  |
| Patrik Marcel     | 50  |

## Mistrovské sestavy
| Titul | Sezóna    | Hráči |
| ----- | --------- | --- |
| 1.    | 1951/1952 | Brankáři: Miloslav Hromniak, Zdeněk Nachmillner Obránci: Václav Bubník, Miloslav Otte, Oldřich Pavlík, František Planka, Eduard Remiáš, Zdeněk Šumlanský Útočníci: Miloslav Blažek, Vladimír Bouzek, Stanislav Garstka, Zdeněk Návrat, Oldřich Seiml, Jindřich Schober, Ladislav Staněk, Ladislav Sysala Trenéři: Vladimír Bouzek |
| 2.    | 1980/1981 | Brankáři: Jaromír Šindel, Luděk Brož Obránci: Bohumil Kacíř, Jaroslav Lyčka, Milan Figala, Karel Dvořák, Milan Mokroš, Pavel Stankovič, Ivan Horák, Milan Šumichrast, Vladimír Kadlec Útočníci: Miroslav Fryčer, Ladislav Svozil, Jaroslav Vlk, František Černík, Zbyněk Neuvirth, Miloš Říha, Radoslav Kuřidým, Miloš Holaň, Miloš Krayzel, Vladimír Stránský, Pavel Prorok, Miroslav Venkrbec, Ľubomír Zábojník, Lumír Kotala Trenéři: Jan Soukup a Karel Metelka |

## Účast v mezinárodních pohárech
Zdroj: 
Legenda: SP - Spenglerův pohár, EHP - Evropský hokejový pohár, EHL - Evropská hokejová liga, SSix - Super six, IIHFSup - IIHF Superpohár, VC - Victoria Cup, HLMI - Hokejová liga mistrů IIHF, ET - European Trophy, HLM - Hokejová liga mistrů, KP – Kontinentální pohár
- SP 1980 – základní skupina (2. místo)
- SP 1981 – základní skupina (4. místo)
- SP 2011 - semifinále (3. místo)
- SP 2012 - semifinále (3. místo)
- EHP 1981/1982 – Finálová skupina (2. místo)
- EHL 1997/1998 – Základní skupina A (4. místo)
- SP 2011 – Semifinále
- SP 2012 – Semifinále
- SP 2013 – Čtvrtfinále
- HLM 2014/2015 – Základní skupina H (3. místo)
- HLM 2015/2016 – Šestnáctifinále
- HLM 2016/2017 – Čtvrtfinále
- HLM 2023/2024 – Semifinále

## Individuální trofeje
| Počet                                          | Hráč            | Roky                |
| ---------------------------------------------- | --------------- | ------------------- |
| Vítěz kanadského bodování                      |                 |                     |
| 1                                              | David Moravec   | 1997/1998           |
| Nejlepší střelec ligy                          |                 |                     |
| 1                                              | David Moravec   | 1997/1998           |
| Nejlepší nahrávač                              |                 |                     |
| 1                                              | Roman Ryšánek   | 1991/1992           |
| Nejlepší brankář                               |                 |                     |
| 1                                              | Jiří Trvaj      | 2001/2002           |
| 1                                              | Roman Málek     | 2010/2011           |
| 1                                              | Aleš Stezka     | 2022/2023           |
| Nejlepší nováček                               |                 |                     |
| 1                                              | Jakub Štěpánek  | 2008/2009           |
| 1                                              | Jan Káňa        | 2010/2011           |
| Nejproduktivnější obránce                      |                 |                     |
| 1                                              | Miloš Holaň     | 1992/1993           |
| 1                                              | Marek Malík     | 2010/2011           |
| Nejlepší obránce                               |                 |                     |
| 1                                              | Miloš Holaň     | 1992/1993           |
| Hokejista sezóny                               |                 |                     |
| 0                                              |                 |                     |
| Nejlepší hráč play off                         |                 |                     |
| 1                                              | Miloš Holaň     | 1992/1993           |
| Nejproduktivnější hráč Tipsport ELH (play off) |                 |                     |
| 0                                              |                 |                     |
| Nejlepší trenér                                |                 |                     |
| 2                                              | Vladimír Vůjtek | 1992/1993 2004/2005 |